# Liu Haiguang
Liu Haiguang (柳海光S, Liǔ HǎiguāngP; Shanghai, 11 luglio 1963) è un ex calciatore cinese, di ruolo attaccante.

## Palmarès

### Club

#### Competizioni nazionali
- Coppa di Jugoslavia: 1

Partizan: 1988-1989